# Pavle Bulatović
Pavle Bulatović (13 de dezembro de 1948, Kolašin, Montenegro - 7 de fevereiro de 2000, Belgrado, Iugoslávia), foi um político jugoslavo. Foi ministro das Relações Exteriores da Iugoslávia e, posteriormente a partir de 1994, ministro da Defesa do país.
Bulatović era militante veterano do Partido Popular Socialista de Montenegro (SNP), que foi aliado com o governo do Partido Socialista da Sérvia, liderado por Slobodan Milošević. Era uma das pessoas mais próximas ao presidente iugoslavo e uma das figuras fortes do governo. . 
Ele foi um dos líderes da defesa do país durante o ataque da OTAN em 1999. Também foi responsável pela rápida recuperação da cooperação técnico-militar entre Moscou e Belgrado.
Bulatović foi morto a tiro em Belgrado, na noite de 7 de fevereiro de 2000. O tiroteio aconteceu em um restaurante do qual o ministro era cliente habitual num subúrbio de Belgrado, em Banjica; Bulatović morreu mais tarde em um hospital militar. Desde o princípio suspeitou-se que este atentado possuia relação com o assassinato a menos de um mês antes de Željko Ražnatović “Arkan”, também na capital sérvia.
Algumas fontes afirmam que seu assassinato teria sido encomendado pelo então presidente da Iugoslávia, Slobodan Milošević.